# Goliath GP700
La GP700 era una piccola vettura berlina prodotta dalla casa automobilistica Goliath-Werke Borgward & Co dal 1950 al 1957.

## Il contesto
La vettura venne presentata per la prima volta al salone dell'auto di Ginevra che si tenne nel marzo del 1950. In seguito verrà nuovamente presentata al salone di Francoforte del 1951. In questa seconda presentazione la vettura aveva assunto la sua forma finale e gli era stato dato il nome definitivo.
Ora oltre alla berlina, GP700 E, la vettura era disponibile anche con la carrozzeria coupé con il nome di GP700 Sport. Questa ultima versione verrà prodotta dal 1951 fino al 1953. La GP700 Sport assomigliava alla Porsche 356 nelle forme anche se era di dimensioni più contenute. Aveva trazione anteriore e impianto d'alimentazione ad iniezione prodotto dalla Bosch. Il motore della GP700 Sport aveva una cilindrata di 845 cm³ ed era montato in posizione trasversale. La potenza era di 32 cv (24 kW) e la velocità massima di 125 km/h.
Sulla vettura berlina rimase possibile montare, come optional, il motore con sistema di alimentazione a carburatore. Il motore della GP700 era un motore a due tempi due cilindri di 688 cm³ di cilindrata. Nella versione dotata di carburatori aveva una potenza di 26 cv (25 hp - 19 kW) che salivano a 29 CV (22 kW) nella versione ad iniezione. Dal 1952 anche sulla berlina il motore venne montato in posizione trasversale. La vettura raggiungeva una velocità massima di 102 km/h.
Sempre nel 1952 si aggiungeranno alla gamma una versione familiare ed una cabriolet a due posti. Nello stesso anno verranno introdotte delle modifiche alla vettura tra le quali il riscaldamento dell'abitacolo, un lunotto posteriore più ampio e, sulla GP700, un nuovo cambio a quattro marce tutte sincronizzate.

## La GP900
Nel 1955 venne introdotto il motore da 886 cm³ di cilindrata e divenne quindi disponibile una nuova versione della vettura: la GP900 E. La potenza saliva ora a 51 CV (50 hp - 37 kW) e la velocità massima salì a 120 km/h.